# Aspasia (Antike)

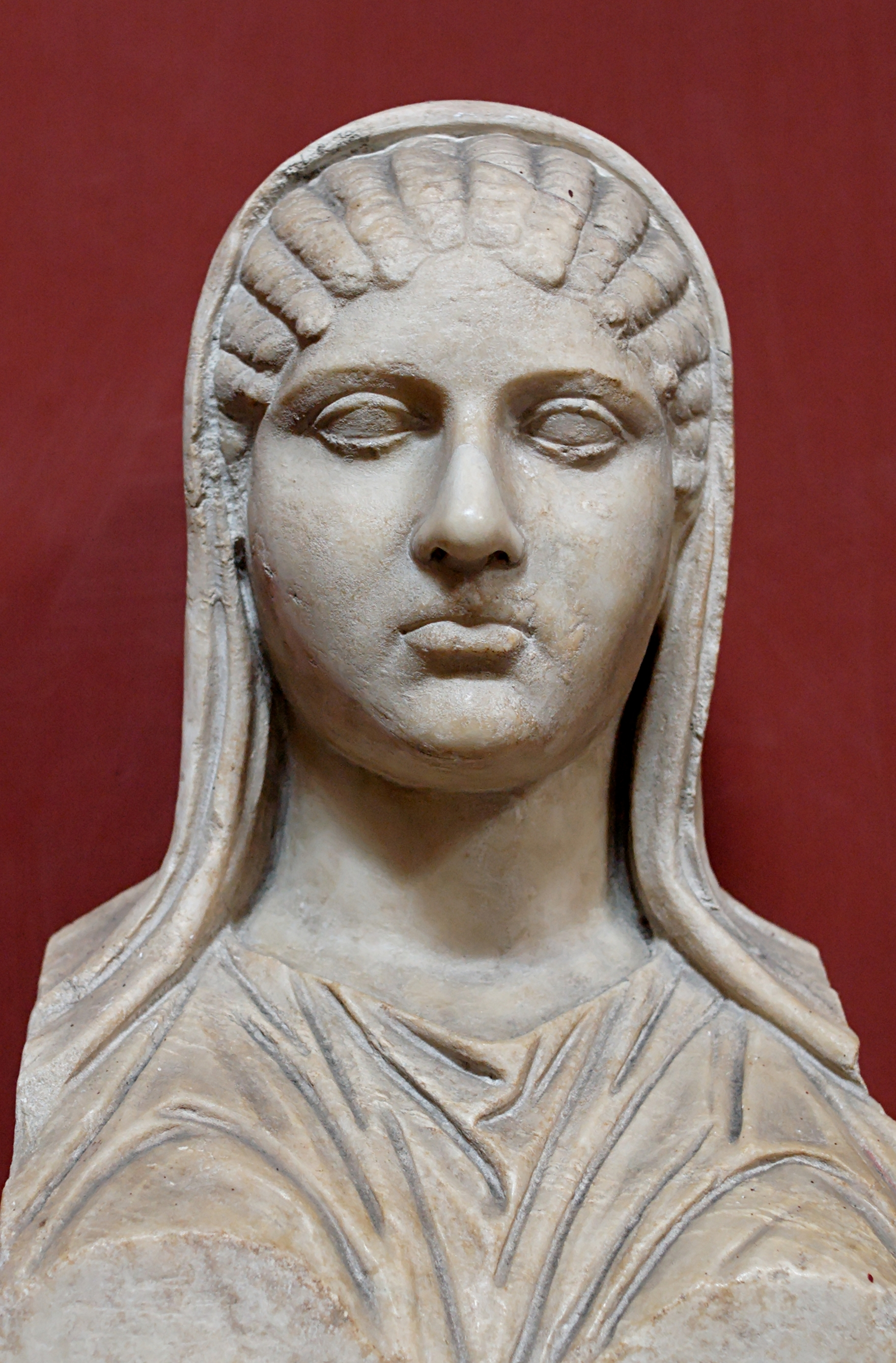
Idealporträt der Aspasia aus dem 1. Jahrhundert v. Chr., Hermenbüste in den Vatikanischen Museen (Museo Pio Clementino, Inv. 272)

Aspasia (altgriechisch Ἀσπασία Aspasía * um 470 v. Chr. in Milet; † um 420 v. Chr. in Athen) war eine griechische Philosophin, Rednerin und die zweite Frau des Perikles.

## Leben
Aspasia von Milet (heute in der Provinz Aydın, Türkei) gründete in Athen einen philosophischen Salon, in dem sie nicht nur Gastgeberin war, sondern auch eine geschätzte Rednerin. Eigene Werke sind von Aspasia nicht erhalten, auch wenn in Platons Dialog Menexenos eine angebliche Rede Aspasias wiedergegeben wird. Aus den Aufzeichnungen anderer Philosophen und Zeitzeugen geht jedoch hervor, dass die hochgebildete Frau vermutlich Kontakt zu den neuen philosophischen Strömungen aus Ionien hatte. Sokrates, Sophokles, Euripides, Pheidias und die Elite der Zeit könnten in ihrem Haus verkehrt haben. In Platons Menexenos beruft sich Sokrates auf Aspasia als seine Lehrerin der Rhetorik. Anderseits wird Aspasia von antiken Komödienverfassern, insbesondere von Aristophanes, als Hetäre dargestellt und herabgesetzt. Nach Plutarch soll sie Thargelia von Milet zum Vorbild genommen haben.

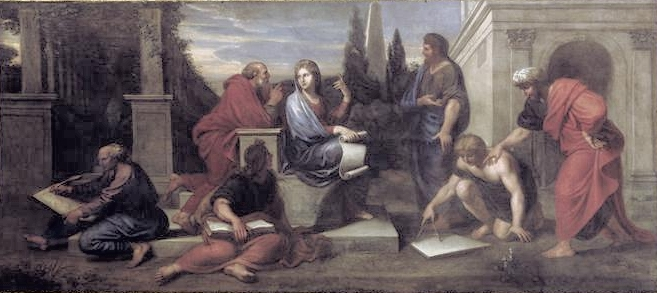
Michel Corneille der Jüngere (1642–1708): Aspasia im Gespräch mit griechischen Philosophen (Schloss Versailles)

Plutarch berichtet, dass sie von einem gewissen Axiochos abstamme und aus Milet komme. Aspasia hatte vermutlich einen Sohn mit Perikles, der den Namen seines Vaters erhielt. Aufgrund des neuen, von Perikles selbst eingebrachten Bürgerrechtsgesetzes von 451/450 v. Chr., dem sogenannten Bastardgesetz, wonach nur aus der Verbindung attischer Bürger das volle Bürgerrecht entspringen konnte, blieb Perikles der Jüngere, der später einer der Athener Feldherren war, zunächst davon ausgeschlossen. Die eheliche Verbindung zwischen einem Athener und einer Milesierin war rechtlich gesehen keine gültige Ehe. Dies führte in den Komödien der Zeit zur Darstellung als des Perikles Geliebte oder Hetäre. Dem üblen Gerede folgte die Anschuldigung, sie sei für den Ausbruch des Samischen Aufstandes (441 v. Chr.) verantwortlich gewesen, und eine Anklage durch den Komödiendichter Hermippos, der sie der Asebie und Kuppelei (433/32 v. Chr.) beschuldigte. Perikles selbst konnte nur mit Mühe einen Freispruch erreichen.
Nach Perikles’ Tod (429 v. Chr.) heiratete Aspasia Lysikles, einen Viehhändler und Anhänger des Perikles, der bereits 428 v. Chr. starb. Auch mit diesem hatte sie einen Sohn, der in der Komödie den Spitznamen Poristes erhielt.

## Rezeption
Christoph Martin Wieland veröffentlichte 1790 eine Ehrenrettung der Aspasia. Grétry brachte im Jahr der Französischen Revolution (1789) die Oper Aspasie (Libretto: Étienne Morel de Chédeville) zur Aufführung. Iakovos Rhizos Nerulos schrieb 1813 in archaisierendem Griechisch die Tragödie Aspasia. Aspasia fand auch Eingang in die bildende Kunst. Ihre Rolle in der Geschichte der Frauen machte die feministische Künstlerin Judy Chicago deutlich: Sie widmete ihr in der Arbeit The Dinner Party (1974–1979) eines der 39 Gedecke am Tisch.
Dem Leben Aspasias und ihrer Beziehung zu Perikles gewidmete belletristische Werke:
- Aspazija: Aspazija. Sen-Helladas drāma piecos cēlienos (septiņās ainās) (Aspazija. Drama aus Alt-Hellas in fünf Akten bzw. sieben Szenen). A. Gulbja apgādībā, Riga 1923. Digitalisat (PDF, 70,3 MB) in der LNB.
- Robert Hamerling: Aspasia. Ein Künstler- und Liebesroman aus Alt-Hellas. Richter, Hamburg 1876.
- Elisabeth Hering: Angeklagt ist Aspasia. Prisma, Leipzig 1967.
- Taylor Caldwell: Aspasia. Roman. Neff, Wien 1974. Taschenbuchausgabe: Heyne, München 1980, ISBN 3-453-01136-8. 
 Roman-Doppelbiographie über Aspasia, die spätere Frau des Perikles, die Jugend und den Aufstieg des Perikles zum Politiker und in einem dritten Teil die Begegnung zwischen Perikles und Aspasia. Der weitere Verlauf handelt von der Entwicklung dieser Beziehung vor dem Hintergrund politischer und persönlicher Grundsatzentscheidungen sowie der Position der Frau in der griechischen Antike und Aspasias und Perikles’ gemeinsamem Kampf für Entwicklungs- und Bildungsmöglichkeiten junger Mädchen in der Gesellschaft.
- Daniela Mazzon: Aspasia. Maestra e amante di Pericle. Edizioni Anordest, Villorba 2011, ISBN 978-88-96742-28-0.
- Julio Medem: Aspasia. Amante de Atenas. Espasa, Barcelona 2012, ISBN 978-84-670-3939-9.